# غاري سانت جان
غاري سانت جان (بالإنجليزية: Garry St. Jean)‏ هو مدرب كرة سلة أمريكي، ولد في 10 فبراير 1950 في شيكوبي في الولايات المتحدة.

## روابط خارجية
- غاري سانت جان على موقع سبورتس رفرنس (الإنجليزية)